# تشعیر

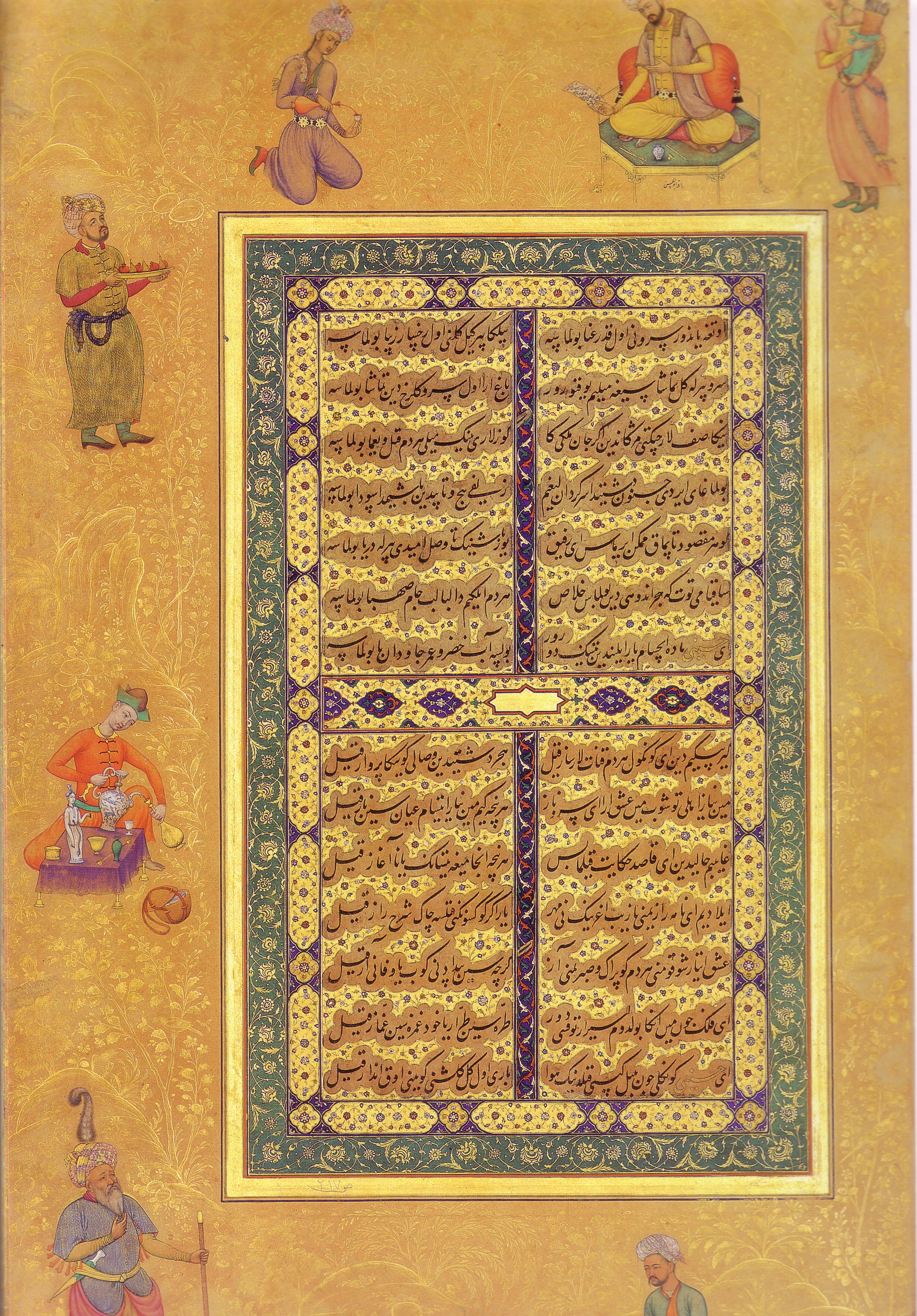
برگی از مرقع گلشن همراه با تشعیر رنگی از فیگورهای انسانی

تشعیر اصطلاح و روشی در تذهیب و نقاشی ایرانی یا نگارگری است که در آرایش کتاب یا قطعات خط و مینیاتور و مرقعات استفاده می‌شود. در تشعیرسازی یا تشعیراندازی، حاشیه صفحه‌ها را با نقش‌مایه‌هایی از حیوان، مرغ، گل و گیاه می‌آرایند. رنگ‌ها در تشعیر محدود و اغلب از رنگ طلا استفاده فراوان می‌شود.
درواقع تشعیر نوعی تزئین نسخ خطی است که در حاشیه نسخ یا مرقعات، معمولاً با یک یا دو و حتی با سه رنگ طلا انجام می‌گیرد. تشعیر، نقوشی از یک یا دو رنگ است که در حاشیه و سرفصل‌های برخی کتاب‌ها و در و دیوار و پرده‌ها و فضاهای موجود در مجلس‌سازی‌ها و پرده‌های نقاشی ایرانی کشیده می‌شود و در جلدسازی و قلمدان‌سازی و قلم‌زنی بر فلز و نیز خطاطی دیده شده‌است.
تشعیر از شَعْر (مو) گرفته شده‌است و به نقوش بسیار ریز از گیاه و پرنده و درخت گفته می‌شود. از آنجا که طراحی تشعیر که در اصل طراحی حیوانات و منظره و اقسام آن است، اغلب با طلا و به وسیله قلم موهای بسیار ظریف انجام می‌گرفته‌است، ظرافت خطوط را به مو تشبیه کرده‌اند.
طرح‌ها و نگاره‌های غالب در ساختن تشعیر، بیشتر صخره سنگ‌ها، حرکات ابر و باد، درختان متنوع، حیوانات خیالی و افسانه‌ای مانند سیمرغ و اژدها، حیوانات وحشی در حال جست و خیز، پرندگان و حیوانات کوچک با قلم اندازی‌های استادان و استفاده بی‌دریغ از طلای ناب است.

## تاریخچه
تشعیر به همراه تذهیب، برای تزئین حواشی بزرگ‌تر در کتاب‌های خطی، شاید تحت تأثیر نقاشی چینی، از دوران تیموریان در ایران مرسوم شده باشد.
تشعیرسازی از اواخر سده نهم (سده پانزده میلادی) و اوایل سده دهم (شانزده میلادی) در ایران رواج پیدا کرد. نگارگران ایرانی اغلب این نقش مایه‌ها را با رنگ طلایی بر پس‌زمینه لاجوردی می‌کشیدند. از میرک نقاش می‌توان به عنوان یکی از استادان و پیشگامان تشعیرسازی در ایران نام برد.
از تشعیر کاران معروف دوره‌های قبل می‌توان به «صالح مذهب»، «میرزا عبد العلی مذهب» و «میرزا شکر ا…» اشاره کرد. همچنین باید گفت برخی از تشعیر کاران بنام، در کار تذهیب نیز چیره‌دست بودند وهم بعضی از تذهیب کاران در کار تشعیر مهارت بسزایی داشتند. ابزار کار تشعیر نیز همان ابزار کار تذهیب است.

## انواع تشعیر
نامگذاری انواع تشعیر بیشتر بر اساس روش‌ها و فنون و جایگاه ارائه آن است.

### تشعیر گیاهی یا تشعیر گل و بوته
در تشعیر گیاهی، تصاویر بر بالا و پایین برگ‌ها و گل‌ها به زر یا رنگ‌های سفید یا آبی یا مایه اصلی و ته رنگ لاجورد یا سیاه یا گِل ماشی و امثال آن، بر حواشی کتاب‌ها کشیده می‌شود. در آرایه‌های تزئینی قرآن کریم و جلد آن، علاوه بر تذهیب، فقط از این نوع تشعیر استفاده می‌شود.

### تشعیر وحوش
در تشعیر وحوش که بر دو نوع "نخجیری " و "گرفت و گیر" است، طرح کلی تصاویر و نقوش انواع پرندگان و جانوران زمینی و دریایی و اساطیری در ترکیب‌های خاص متناسب با موضوع اصلی کتاب با کمترین رنگ و به صورت نمادین پدید می‌آید.
همچنین تصاویری از آسمان و ابرها و ستیغ کوه‌ها و صخره‌ها در تشعیر دیده می‌شود.

## برخی آثار دارای تشعیر
- مرقع گلشن